# Casa al carrer de Vic, 3 (Caldes de Montbui)
Casa al carrer de Vic, 3 és una obra de Caldes de Montbui (Vallès Oriental) protegida com a bé cultural d'interès local.

## Descripció
Edifici entre mitgeres, unifamiliar, de planta baixa i dos pisos. Antigament, a la planta baixa es trobava la capella de Sant Bartomeu o de Sant Vicenç. La façana té aproximadament 10 metres d'amplada. Estructura tradicional de murs de càrrega de tapia, maó o maçoneria, amb forjats unidireccionals de biguetes de fusta. La coberta és de teula àrab, inclinada a dues vessants, perpendiculars al carrer.
Els forats es presenten amb uns eixos verticals de composició. La façana és quasi simètrica respecte un eix de simetria central, encara que hi ha una manca d'alineació de les obertures, degut potser a diferents modificacions que ha sofert l'edifici al llarg dels anys. Hi ha una clara disminució de la mida dels forats segons l'alçada, amb unes característiques molt similars a cada pis. A la planta baixa hi ha tres grans forats, de proporcions més o menys quadrades. A la primera planta trobem tres balconades de proporcions verticals i baranes de ferro forjat. A la planta superior hi ha tres forats petits i quadrats disposats en els eixos de composició general, i altres dos de més grans disposats entre eixos. La façana és arrebossada i queda rematada per un ràfec a manera de cornisa.
Destacar principalment el conjunt compositiu que formen la porta i la balconada, així com aquests elements arquitectònics de forma individual, formats per brandals i llindes de pedra.

## Història
A la part esquerra de la planta baixa de l'edifici està situada el que resta de l'antiga capella de Sant Bartomeu o de Sant Vicenç. Antigament la capella era al punt on partia l'antic camí de Vic, al costat de l'Hostal de Cal Ses (Cal Cés). Constava d'una sola nau, de 8,3 m de llarg x 2,3 m d'ample. Els altars es trobaven al fons, amb els Sants Bartomeu i Vicenç.
La primera documentació que es té és de l'any 1190. El 1398 hi ha una possible restauració. Aquest any, Barnat Llunes funda una capellania a l'altar de Sant Bartomeu. La capella s'anomenava de Sant Vicenç però canvià degut a la major popularitat i devoció dels fidels a Sant Bartomeu. L'any 1527, Antoni Casaucor, capellà de Setmenat, donà a Miquel Busquets les cases de l'hostal anomenat d'En Oliver, on se situava una petita entrada a la capella. El 1575 és novament restaurada. El culte es trobava bastant abandonat al segle xviii. Al segle xix, Cuspinera escrivia que la capella es trobava a la plaça del mateix nom al costat de la casa Margenat, dita de Pascol, i en el racó que formava amb l'Hostal de la Plaça o Cal Ses.
Aquest va ser enderrocat l'any 1953, però no la capella. Avui serveix de magatzem i de taller de lampisteria.
Té un valor històric indiscutible perquè l'edifici s'ubicava en l'interior de la capella de Sant Bartomeu o de Sant Vicenç, avui perduda totalment. Forma part del conjunt del carrer de Vic, espai urbà d'una gran qualitat arquitectònica i històrica, una de les zones més homogènies i monumentals de la població.
Antigament, davant de la capella hi havia una plaça que actualment ha estat incorporada al carrer de Vic, que tenia el nom de la capella, plaça de Sant Vicenç o de Sant Bartomeu.